# Aldiana
Aldiana ist ein deutscher Reiseveranstalter und Hotelbetreiber von derzeit neun Clubanlagen in Europa und Nordafrika mit Sitz in Frankfurt. Nach mehreren Eigentümerwechseln gehört Aldiana seit Mai 2022 zu 100 Prozent zu DER Touristik Hotels & Resorts.

## Geschichte
Aldiana wurde 1973 mit der Eröffnung der ersten Anlage im Senegal von Neckermann und Reisen gegründet. 1982 kam eine Anlage auf Fuerteventura hinzu. Weitere Clubanlagen entstanden zunächst in Kalabrien/Italien, Kreta/Griechenland und Tunesien. 1985 wurde mit dem Aldiana Arlberg der erste Club in Österreich eröffnet.
Bis 2005 gehörte das Unternehmen zu 100 Prozent zu Thomas Cook. Dann übernahm die spanische Grupo Santana Cazorla 75,1 % der Anteile an dem Unternehmen und investierte in Form von Renovierungen bestehender Anlagen und auch Neueröffnungen.
Im November 2011 kaufte Jürgen Marbach der Grupo Santana Cazorla 26,1 Prozent der Anteile an der Aldiana GmbH ab. Im Oktober 2012 verkaufte Thomas Cook die verbliebenen 24,9 Prozent an die Grupo Santana Cazorla, wobei sich Marbach die Option zur Komplettübernahme zusichern ließ. Von dieser Option machte Marbach im Oktober 2013 Gebrauch und kaufte die Mehrheitsanteile von der Santana Cazorla. Die Vertriebskooperation mit dem Thomas-Cook-Konzern blieb dabei bestehen. Knapp ein Jahr später im September 2014 gab Marbach alle Anteile der Aldiana Holding an die in Frankfurt ansässige CTI Cleo Touristik International ab. Diese Tochtergesellschaft der Cleopatra Group führte das europäische Tourismusgeschäft des ägyptischen Mischkonzerns. 2016 übernahm die LMEY Investments AG, eine in der Schweiz ansässige Investorengruppe, 100 Prozent der CTI Cleo Touristik International GmbH und wurde damit zum neuen Eigner von Aldiana.
Im Jahr 2017 übernahm Thomas Cook wieder 42 Prozent der Aldiana-Anteile von LMEY Investments. Nach der Insolvenz der Thomas Cook Group im September 2019 übernahm LMEY Investments deren Aldiana-Anteile. DER Touristik Hotels & Resorts, ein Unternehmen der Reisesparte der Rewe Group, beteiligte sich im Juli mit 50 Prozent an dem Unternehmen. Im Mai 2022 übernahm DER Touristik die restlichen Anteile von LMEY. Kurz darauf übernahmen Max-Peter Droll und Markus R. Kempen die Geschäftsführung.

## Tochtergesellschaften
Die Aldiana GmbH hat mit Stand 2022 neun Tochtergesellschaften:
- Aldiana Management+Consulting AG (Pfäffikon SZ, Schweiz)
- Hoteles y Resorts Aldiana S.L., Chiclana de la Frontera,[14] Spanien
- Blue Dolphin Hotel Operating and Administration Fuerteventura S.L., Fuerteventura, Spanien
- Mühlbach am Hochkönig Clubhotel GmbH & Co. KG, Mühlbach am Hochkönig, Österreich
- Mühlbach am Hochkönig Clubhotel GmbH, Mühlbach am Hochkönig, Österreich
- Aldiana Clubhotel Bad Mitterndorf GmbH, Bad Mitterndorf, Österreich
- Aldiana Clubhotel Bad Mitterndorf GmbH & Co. KG, Bad Mitterndorf, Österreich
- Aldiana Hotel Resort Consulting Sarl, Djerba-Midoun, Tunesien
- KB Ampflwang Management GmbH, Ampflwang, Österreich